# Breil (azienda)
Breil è un marchio di orologi, gioielli e accessori, specializzata nella produzione di orologi, di proprietà dell'azienda Binda Italia.

## Il marchio
Il marchio Breil sorge nel 1935 da un'intuizione di Innocente Binda, imprenditore italiano che fonda l'azienda Binda Italia nel 1906. Il nome deriva dall'omonima località nei Grigioni svizzeri. Non è il primo marchio fondato da Binda, il quale aveva già lanciato Wyler Vetta assieme ai fratelli Wyler. Tuttavia Breil, rispetto a Wyler Vetta, è sempre stato un marchio più giovane e giovanile, qualitativamente meno affermato e con un’anima maggiormente sportiva.

## Storia

### Dalla nascita agli anni Settanta
Il fondatore di Breil è Innocente Binda, che ne registra il marchio nel 1935.
Nel corso degli anni la casa italiana realizza anche segnatempo da tasca, per le collezioni Westminster e Okay, dotandoli sia di movimenti a carica manuale (FHF 36), sia al quarzo.
A fine anni '70 Breil s'impone sul mercato grazie alla collezione Manta, primo esempio di stile dal design unisex che riscuote consenso positivo sia fra gli uomini che fra le donne. Manta è concepito come orologio da sub per sportivi: contraddistinto graficamente proprio dal simbolo della manta che dà il nome alla serie. Declinato in innumerevoli versioni, per lui e per lei, è reperibile anche oggi in alcune varianti vintage. Famosa e riproposta anche nel 2010 a catalogo è la linea Manta rivestita in PVD nero, assai simile al Porsche Design referenza 7050S. Il marchio, sebbene non disdegni la realizzazione di alcuni segnatempo ricercati, è di portata generalista, ed ha l'obiettivo di avvicinarsi alla più grande fetta di pubblico possibile, compresa quella dei giovani. Una costante della Breil, dunque, è quella di offrire una vasta scelta di modelli.
Con la collezione Manta, Breil inizia a puntare sulla comunicazione pubblicitaria, coinvolgendo Guido Crepax con la sua testimonial Valentina, prima delle tante icone femminili di Breil, cui segue Shana nel 1994.
Oltre ai Manta, negli anni ’70 Breil lancia anche la linea OK, caratterizzata da numerose forme e varianti orologiere: da skin diver, a everyday watch con i tanto in voga “TV dials”, passando per hommage di Rolex Datejust, tutti quanti con cassa cromata e animati da calibri manuali o automatici di fornitura. In questi anni, per stare al passo con le novità del periodo che prevedevano gli orologi al quarzo, è stato presentato il Breil OK Electric, dotato di un calibro elettromeccanico realizzato in Germania dalla PUW. Al di là degli orologi per così dire "civili", queste collezioni hanno proposto anche diver professionali, che oggi sono tra i Breil più ricercati: si tratta di modelli impermeabili fino a 1000 metri, alcuni dei quali dotati anche di profondimetro e altri realizzati con casse MRP le medesime di Squale.

### Anni ottanta

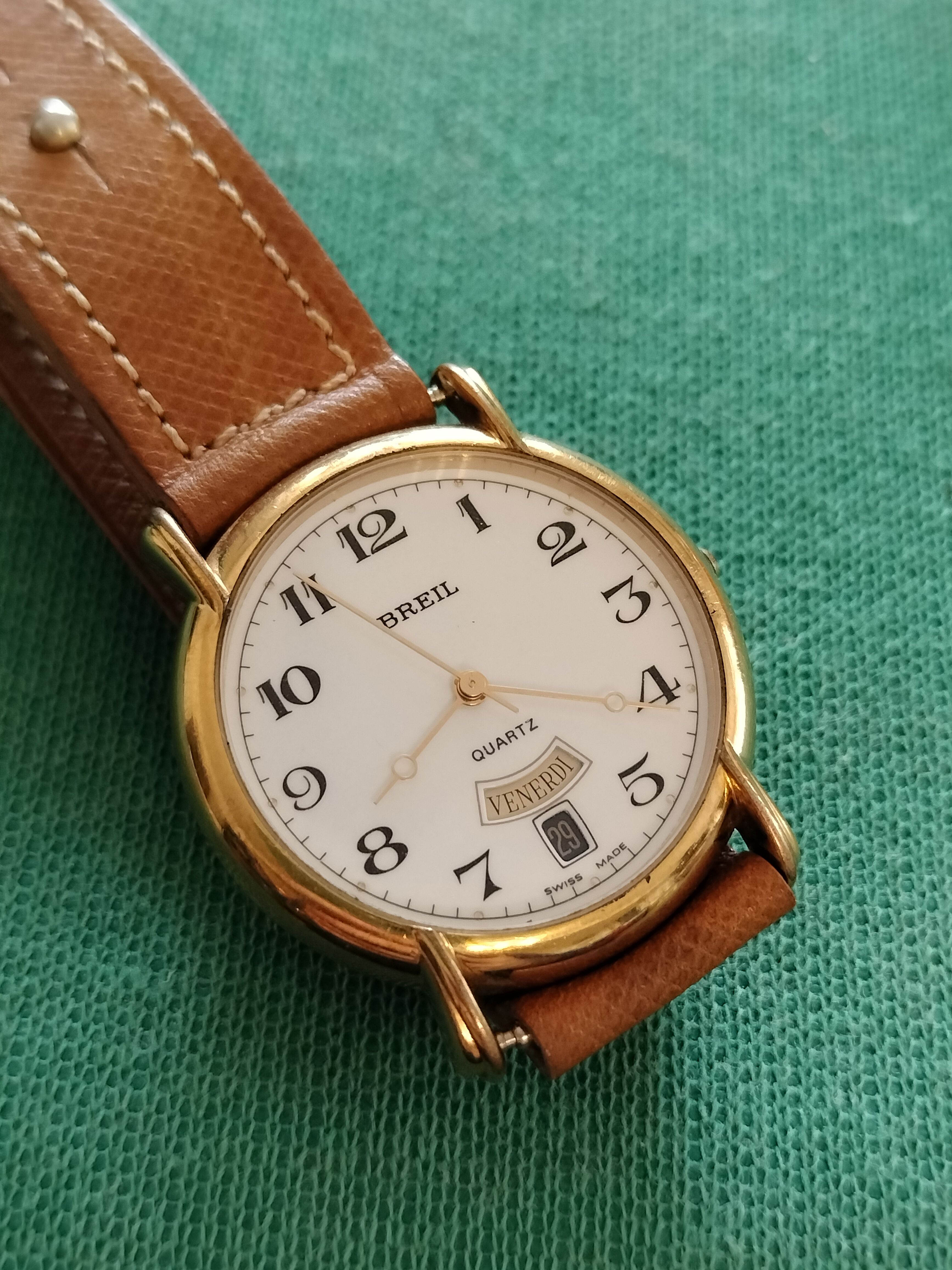
Breil dress watch, seconda metà degli anni 80

Negli anni ottanta Breil s'impone soprattutto nelle fasce entry level per il suo carattere “giocoso”, seguendo l’ispirazione Swatch, ed è così che si diffonde la collezione Pareo, dal chiaro riferimento estivo. Questi orologi, al quarzo in linea con le tendenze dell’epoca, vengono proposti in varie colorazioni, dall’arancione al rosa, dall’azzurro al verde, con cinturino in caucciù.
Altra peculiarità Breil degli anni ’80 è il Target, che richiama e, anzi, addirittura anticipa vagamente le idee del Tissot Memphis di Ettore Sottsass Jr., proponendo un disco posto sopra al quadrante che nasconde le sfere di ore e minuti. In questo periodo la casa si dota di due nuovi loghi, a due e a tre punte, seppure quest'ultimo utilizzato più raramente. Parallelamente a questi orologi più divertenti, Breil, a cavallo tra gli anni ’80 e ’90 scopre un’anima più elegante e propone una serie di orologi (molti dei quali placcati oro) con alcune interessanti complicazioni, quasi a voler affondare le mani nella tradizione orologiera dei decenni precedenti. Ecco che è possibile trovare dei Breil cronografi raffinati animati da Valjoux a carica manuale sulla base del 7760, o dagli automatici della serie 7750. 

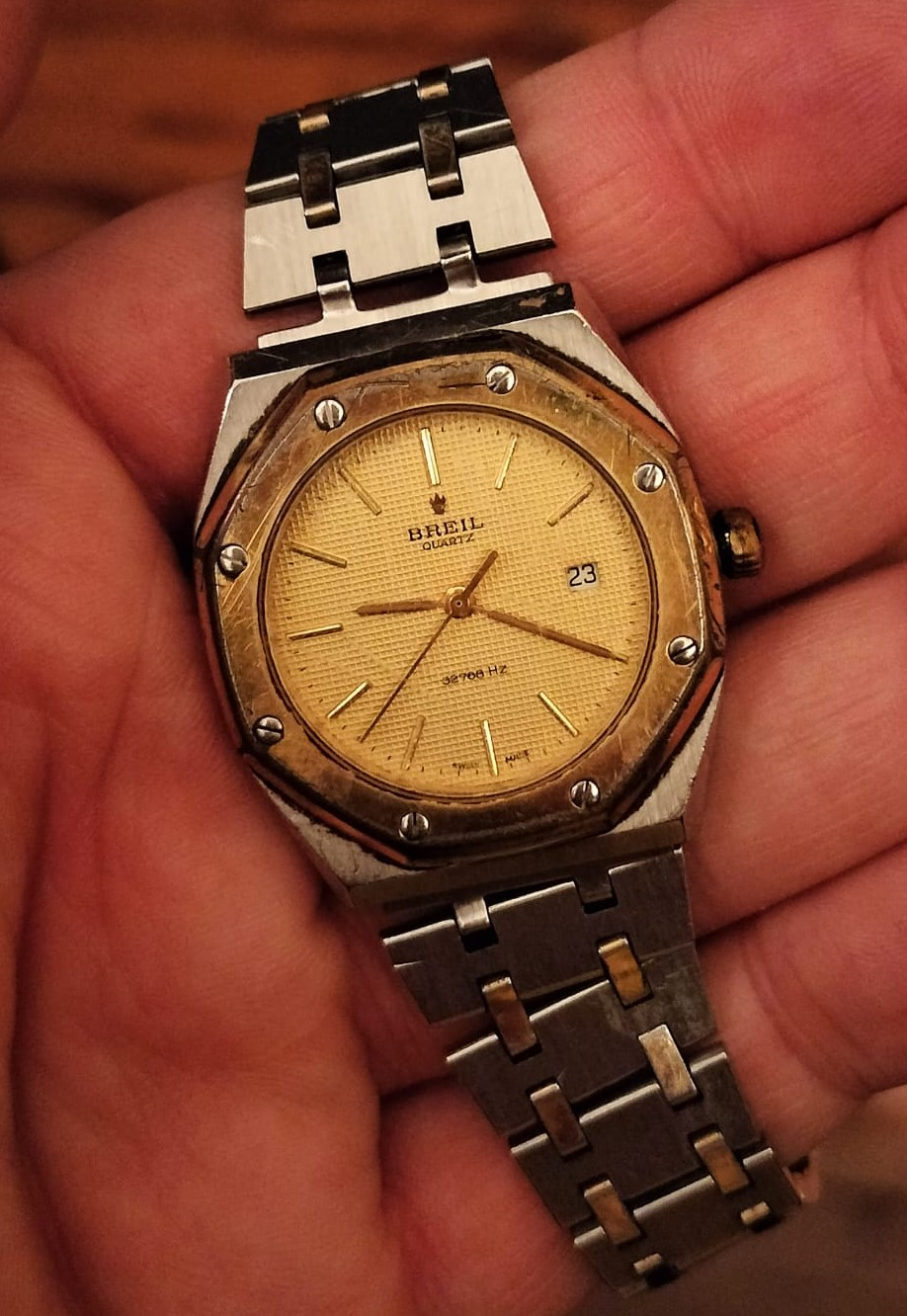
Breil al quarzo, metà anni '80 circa, omaggio all'Audemars Piguet Royal Oak.

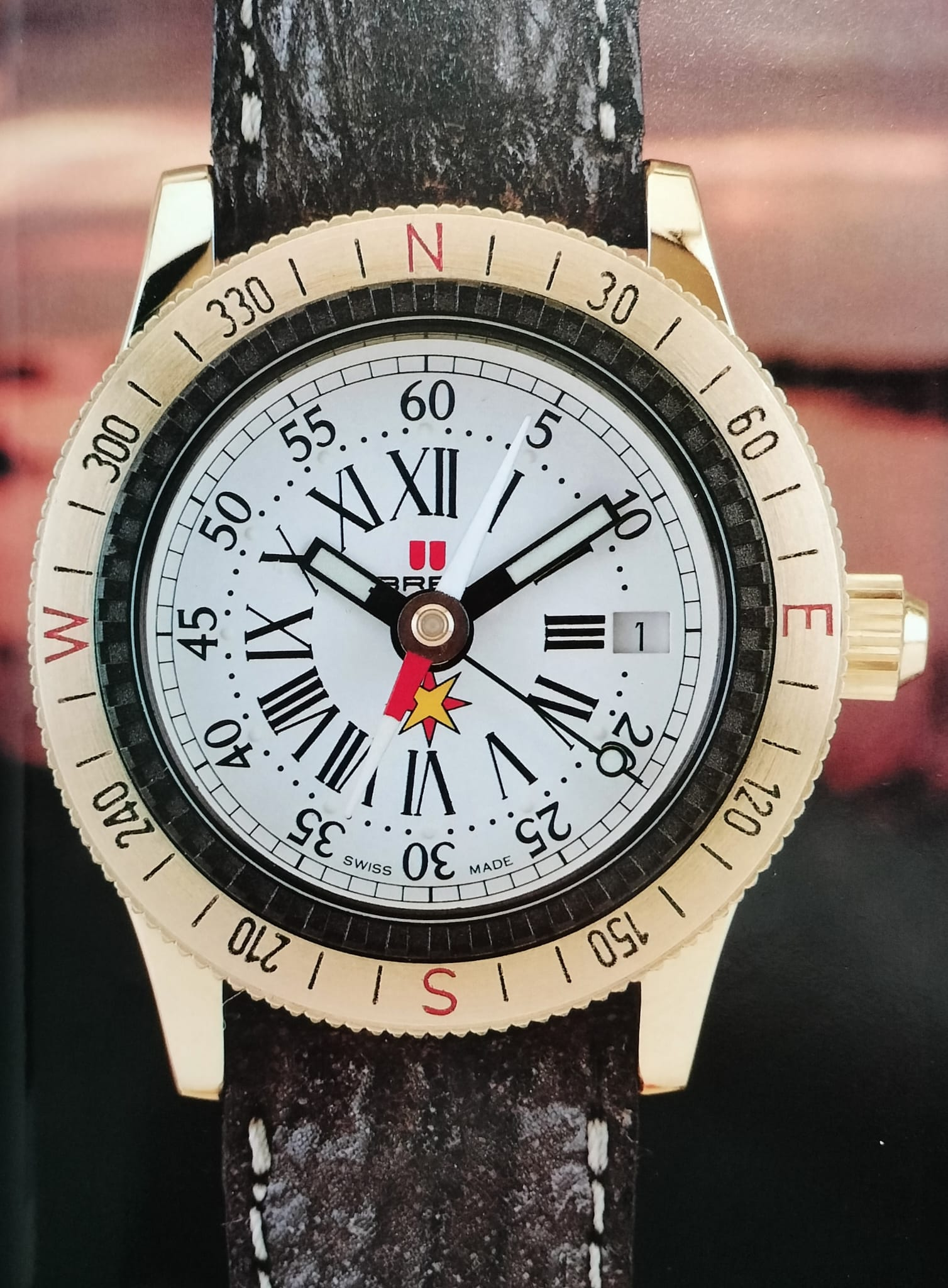
Breil con bussola incorporata, fine anni '80

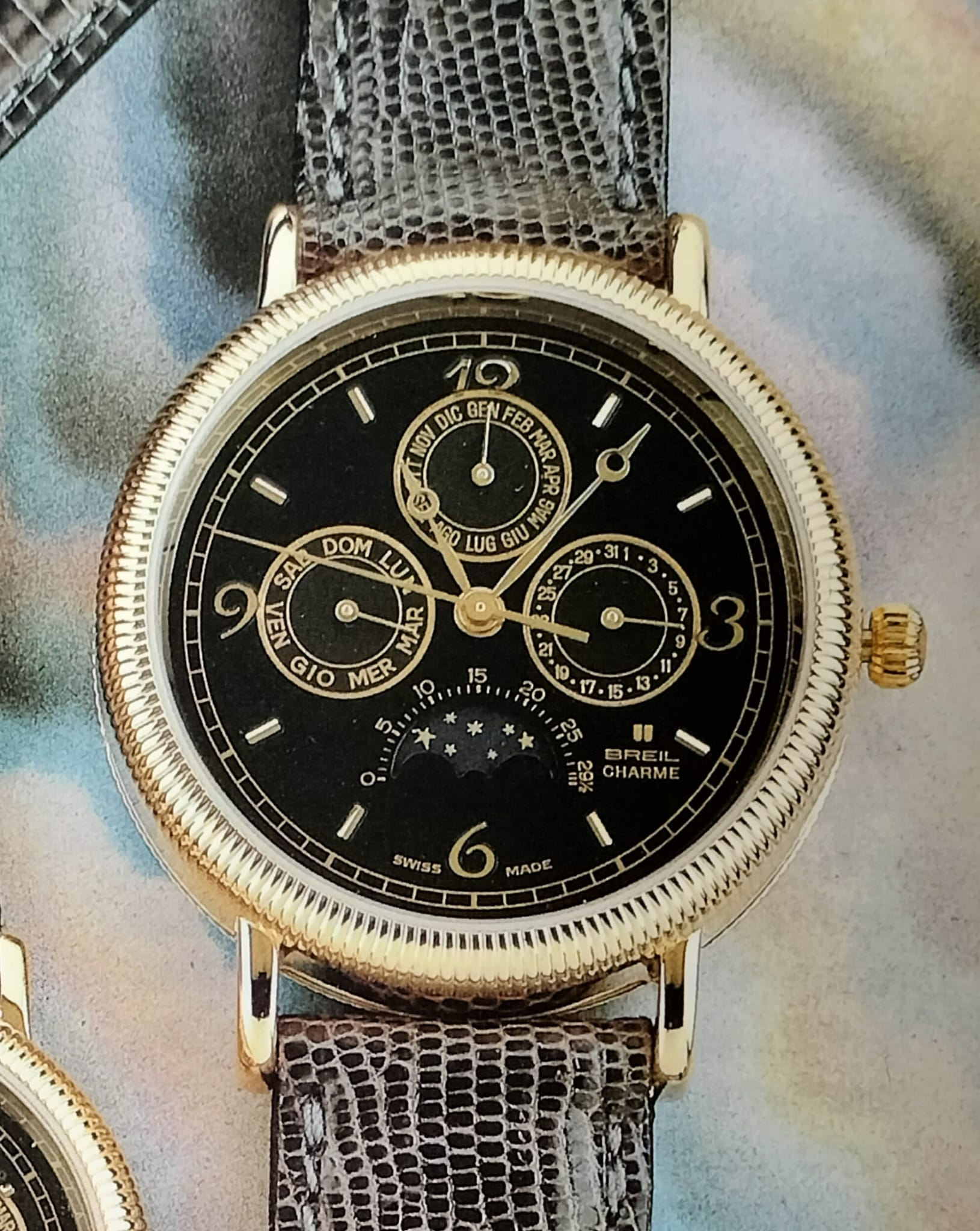
Breil Charme con calendario completo e lunetta godronata. La forma delle sfere "pomme evidée" e il font dei numeri richiamano l'elegante stile Breguet.

Contestualmente si ha anche la diffusione delle raffinate collezioni Charme e Andromeda, proponente per lo più calibri al quarzo ETA e numerose complicazioni tra cui anche calendari completi. Da non trascurare anche il Breil La Luna, un altro orologio al quarzo placcato oro con la complicazione delle fasi lunari posizionata al 12 e contraddistinta da dimensioni generose. I prodotti maggiormente di lusso che troviamo negli anni ’80 sono però dei Breil automatici in oro 18 carati che si rifanno chiaramente all’estetica dei già citati Rolex Datejust coevi e di altri modelli in voga nel periodo, come l'Audemars Piguet Royal Oak disegnato dall'orologiaio Gérald Genta. In questa scia di ritrovata eleganza si pone anche il Breil Classique, che sia dal nome sia dal font dei numeri sul quadrante richiama la sobria raffinatezza dei Breguet, forte di un prezzo accessibile e di un movimento a batteria. La collezione Elysée, invece, è dedicata alle donne e propone orologi con design del bracciale simili a braccialetti femminili, interamente placcati, con lo scopo di unire la funzionalità dell'orologio all'eleganza di un gioiello. Al fianco degli orologi da polso, Breil realizza anche qualche modello da tasca, parte della linea Westminster. Sui segnatempo da tasca veniva utilizzato un logo a tre punte.

### 1990-2020 e la forza della pubblicità
Negli anni Novanta si diffondono anche diver per lo più al quarzo con la complicazione dell’allarme, orologi con cui la casa del Gruppo Binda entra fortemente in concorrenza con Sector, anche a livello pubblicitario. Al fianco di segnatempo professionali, nascono altre due collezioni: una più sportiva, seppur adatta all'uso di tutti i giorni (la Starlight) e una più elegante, chiamata Charme, proposta con numerose complicazioni. Oltre a questi modelli si diffondono anche i Vogue e i Grafic, dal prezzo più contenuto. All'inizio del decennio si cambia il logo, che diventa un omino stilizzato all'interno di una circonferenza e che rimarrà tale fin circa all'inizio del nuovo millennio, quando verrà adottata la B presente ancora oggi sui quadranti. 
Sul finire degli anni Novanta l’anima sportiva e modaiola di Breil torna a farla da padrona grazie alla nuova collezione Tribe, affiancata da una massiccia campagna pubblicitaria di cui tutti, ancora oggi, ricordiamo il claim. Lo slogan Toglietemi tutto ma non il mio Breil che firma le campagne si afferma fra i migliori slogan di sempre, entrando nell'immaginario collettivo fino a diventare un modo di dire utilizzato nel linguaggio comune.. Un claim simile era già stato utilizzato in un'audace pubblicità dell'azienda orologiera svizzera Nivada negli anni Sessanta. Negli anni 2000 viene creato un nuovo logo, usato tutt'oggi.

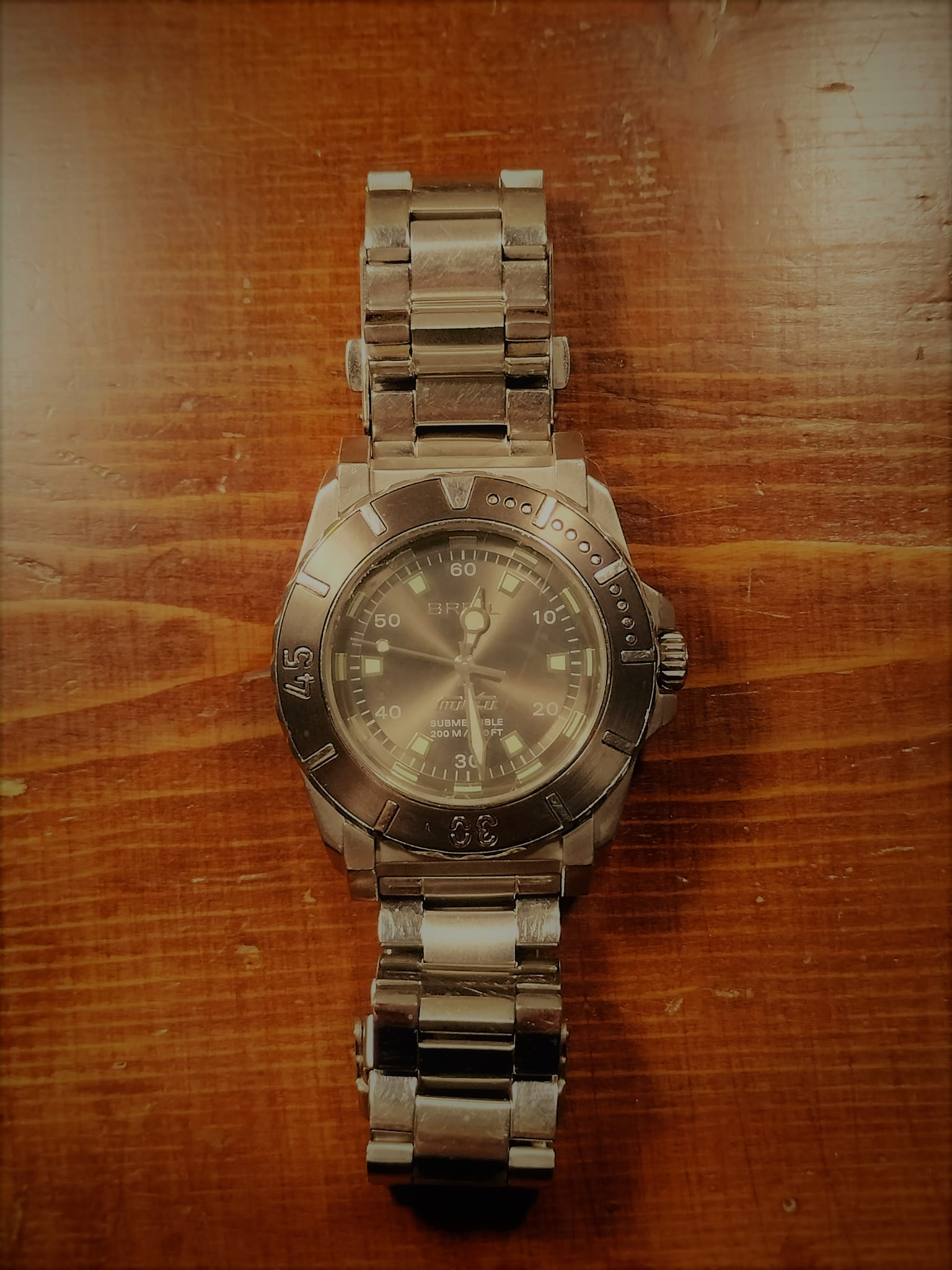
Breil Manta al quarzo, metà anni 2010. Il nome della collezione affonda le radici nella tradizione del marchio

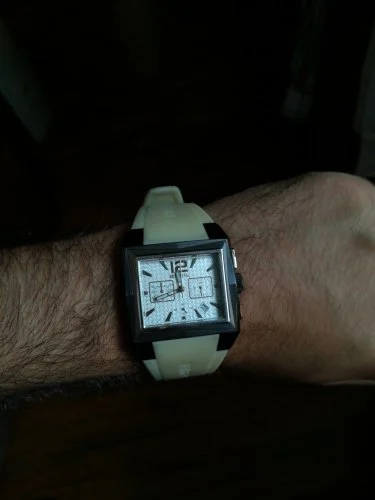
Breil Ergo cronografo ref. BW0234 risalente a metà anni 2000

Nel 2001 Breil propone la prima extension di marca, i gioielli, iniziando il nuovo percorso di lifestyle. Nel 2004 la collana Snake introduce il concetto di gioiello personalizzabile, vendendo quasi 500.000 pezzi al suo primo anno. L'evoluzione di Snake è Bloom, nel 2009, dove Breil per prima inventa il gioiello multi indosso. Un estemporaneo ritorno a un calibro manuale, con il Breil Anniversary, nato per celebrare il centesimo anniversario della nascita del fondatore (2006) passa quasi sotto traccia, mentre continuano a monopolizzare il mercato gli orologi, soprattutto cronografi, sportivi, quasi esclusivamente a batteria, oltre che gioielli e occhiali da sole (la cui linea, Eyewear, è stata lanciata nel 2007).
Tra il 2000 e il 2010 nasce anche la collezione Steel Silk, che propone bracciali e collane in cui le maglie simulano l'effetto morbido della seta sulla pelle. Nel 2013 Breil firma una partnership con Abarth per la realizzazione e commercializzazione di cronografi dal design sportivo.
Nel 2016 nasce la linea Breil Stones, che propone gioielli personalizzabili attraverso pietre di diversi materiali, forme e dimensioni.
La collezione Manta si è ampliata ulteriormente con alcuni modelli Hybrid. Il cuore è al quarzo ma è dotato anche di un rotore di carica, come se fosse un automatico: la batteria si carica con i movimenti del polso e diventa un semplice accumulatore di energia, che consente il mantenimento della carica fino a sei mesi di inutilizzo del segnatempo.

## Tappe fondamentali
- 1939 - È di quest’anno il primo orologio a marca BREIL.
- 1978 - Nasce la collezione Manta.
- 1994 - È l’inizio di una nuova epoca per lo storico orologio Manta. Breil ne riattualizza il design, lancia un cronografo dallo stile unisex e inizia la saga di comunicazione.
- 1996 - L'attenzione di Breil continua a concentrarsi sulla donna. Midway è il primo Chrono al quarzo del mercato commerciale pensato esclusivamente per il pubblico femminile.
- 2001 - Breil lancia una linea di gioielli in acciaio dal design Made in Italy, la linea Breil Jewels.
- 2006 - Breil festeggia i 100 anni di Binda creando Breil Anniversary, un’edizione limitata di orologi.
- 2007 - Viene presentata la nuova linea di occhiali Breil Eyewear.

## Loghi

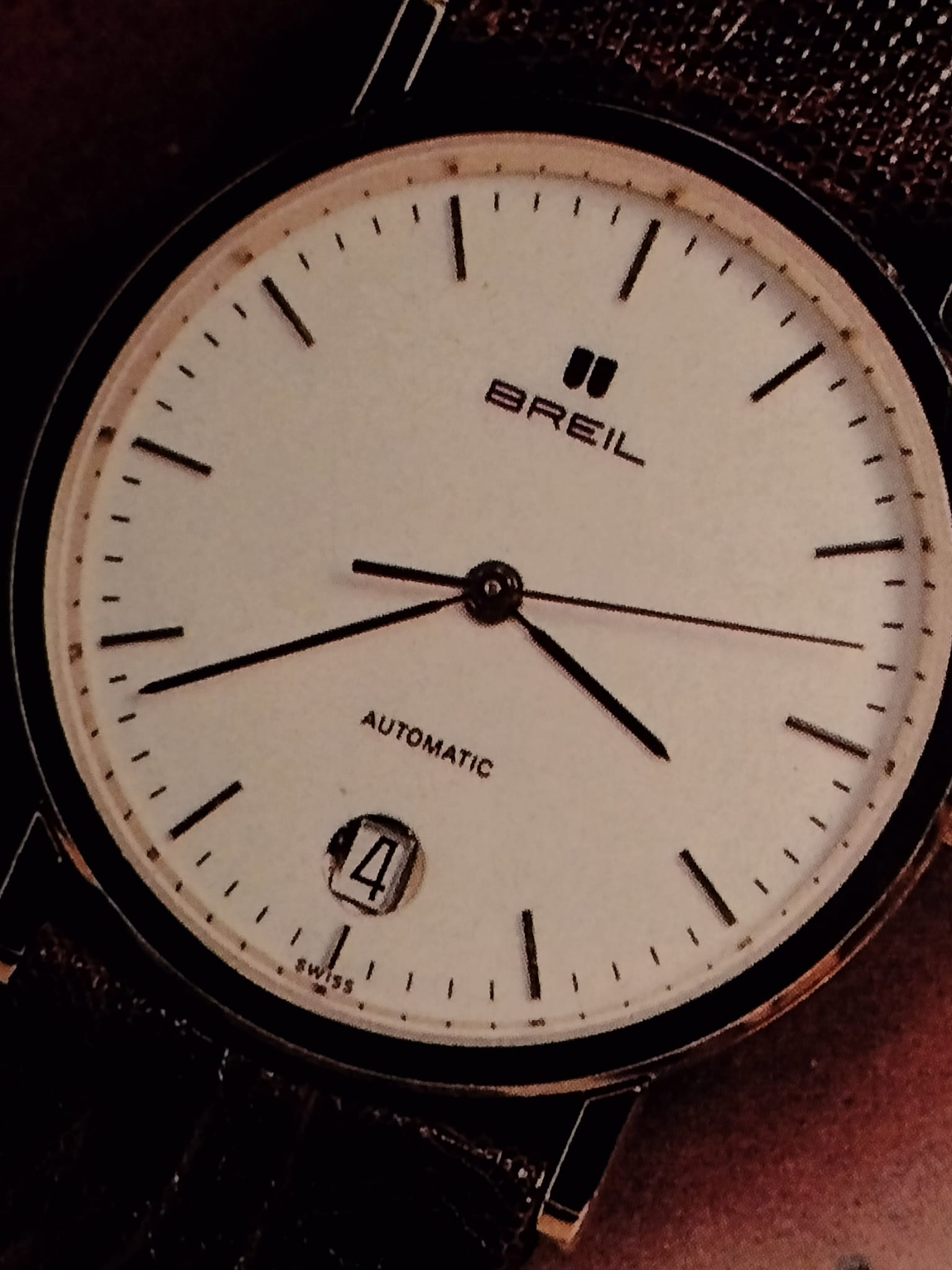
Quadrante con il logo Breil usato tra gli anni 80 e i primi anni 90
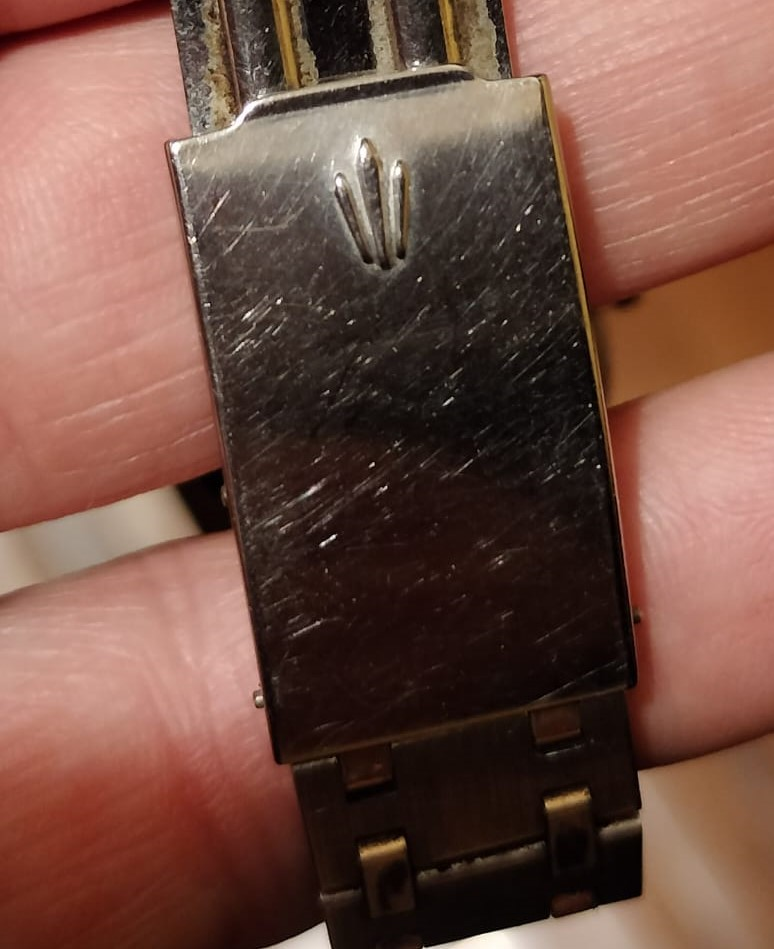
Logo Breil a tre punte utilizzato (poco) negli anni Ottanta, specialmente nei modelli da tasca
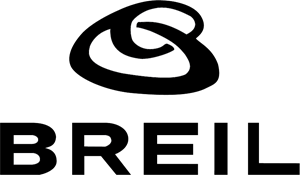
Logo Breil introdotto circa negli anni 2000
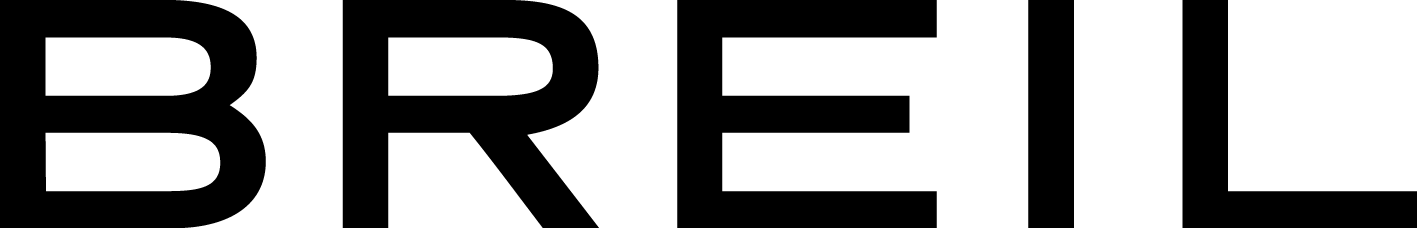
Logotipo Breil